# جائحة فيروس كورونا في أتر برديش 2020
تم تأكيد اصابة الولاية الهندية أتر برديش بفايروس كورونا في 5 مارس 2020، وكان غازي اباد أول حالة اصيبت بهذا المرض. تبلغ عدد الحالات المؤكدة في الولاية 4605 حالة نتج عن ذلك وفاة 118 حالة وشفاء 2783 حالة اعتبارًا من 18 مايو 2020. 1290 مريض فقط من بين إجمالي مرضى فيروس كورونا في الولاية يتواصلوا مع الخط الساخن في العاصمة الهندية نيودلهي وفقا لتاريخ 17 مايو. ما لا يقل عن 100 مريض متواجدون في مستشفى باراس، أغرا  في مدينة كانبور، والتي تعتبر بؤرة المرض في الولاية.تتركز حوالي سدس إجمالي 312 حالة (حتى 6 مايو) في ثلاث مدارس حيث تم فحص أكثر من 53 طالبًا تتراوح اعمارهم ما بين 10 إلى 20 عامًا. يبلغ معدل الوفيات في الولاية 2.80٪ .

## خلفية
في 12 يناير 2020، أكدت منظمة الصحة العالمية عن ظهور فيروس كورونا المستجد كسبب للمرض التنفسي الذي أصاب مجموعة من الأشخاص في مدينة ووهان، مقاطعة خوبي، الصين، إذ أُبلغ عنهم إلى منظمة الصحة العالمية في 31 ديسمبر 2019. كانت نسبة الوفيات بين الحالات المُشخصة بكوفيد-19 أقل بكثير من جائحة فيروس سارس في عام 2003، لكن انتقال العدوى كان أكبر، والوفيات أيضًا.

## مارس
- 5 مارس - تم فحص رجل في منتصف العمرمن غازي آباد كان مسافرا إلى إيران كانت نتيجة الفحص إيجابية.[10]
- 9 مارس - تم فحص عامل مصنع وظهرت نتيجة فحصه ايجابية بعد مخالطته برجل أعمال من مدينة اغرا وكان مصاب بالفيروس بعد ذلك تم كشف اصابة خمسة افراد من عائلة رجل الأعمال بالفيروس.
- 12 مارس - تم فحص مرشد سياحي من منطقة نويدا بعد مخالطته ب افراد ايطاليين الجنيسة.[11] كما أصيبت طبيبة كندية بالفيروس في لكناو نتائج إيجابية في عاصمة الولاية لكناو، مما ادى إلى ارتفاع مجموع الحالات في الولاية إلى عشر حالة.[12]
- 13 مارس - أصيب عاملين من شركة خاصة في نويدا بسسب سفرهم إلى إيطاليا وسويسرا.[13] خمس حالات تماثلت بالشفاء.[14]
- 15 مارس - اوأُبلغ عن الحالة الثانية عشرة للدولة في لكناو.[15]
- 17 مارس -زيادة حالتين بسبب سفرهم من فرنسا في في نويدا [16]
- 18 مارس - اصابة رجل من ن منطقة غوتام بوذا ناجار في نويدا بسبب سفره إلى إندونيسيا.[17]
- 19 مارس - تم اصابة حالتين بالفيروس احدهما من كناو شخصان آخران في الولاية، أحدهما من لكناو والآخر من مدينة لاكبور بسبب عودته من السفرالسفر الدولي
- 20 مارس - أصيبت مغنية بوليوود كانيكا كابور بسبب عودتها من لندن إيجابية في لكناو.[18] واصيب أربعة افراد في لكناو. ثلاثة منهم بسبب مخالطتهم لطبيب مصاب والاخر بسبب سفره إلى الخليج.[19]
- 21 مارس -اصيب شخص من نويدا في Supertech CapeTown.[20]

## أبريل
- 1 أبريل - وفاة شخصين في يوم واحد. الأول من ولاية بسطي والاخر من ميروت. [بحاجة لمصدر] [ بحاجة لمصدر ]
- 3 أبريل - [ بحاجة لمصدر ]تم اكتشاف عن 59 حالة جديدة في يوم واحد 54 منهم تم تحويلهم إلى النقطة الساخنة في دلهي[ بحاجة لمصدر ]. [بحاجة لمصدر] [ بحاجة لمصدر ]
- 4 أبريل - تم اكتشاف 70 حالة جديدة. 25 حالة في أغرا، 8 حالات في نويدا، 7 حالات في ميروت، 6 ح[ بحاجة لمصدر ]الات في مهراجانج. [بحاجة لمصدر] [ بحاجة لمصدر ]
- 5 أبريل - وفاة شخص في ولاية فاراناسي. لتبلغ عدد الوفيات 3 حالات [21]
- 8 أبريل - وفاة 4 حالات في الولاية. كانت الوفاة الأولى في أغرا.[22]
- 11 أبريل - وفاة طبيب توفي طبيب الأيورفيدا من بولاندشهر في مستشفى دلهي حيث بلغت عدد الوفيات 5.[23] زيادة عدد الشفاء إلى 13 حالة في يوم واحد. بلغت عدد الحالات التي تم تحويلهم إلى دلهي 45 حالة.[24]
- 13 أبريل - اصابة 75 شخص، 35 منهم تم تحويلهم إلى دلهي [25] زياد عدد الوفيات إلى 6 حالات بحيث انها الحالة الأولى في ولاية كانبور.[26]
- 14 أبريل - اكتشاف 102 حالة جديدة و 4 وفيات في الولاية في يوم واحد. اثنان من أغرا والاخرين من ومراداباد[ بحاجة لمصدر ] . [بحاجة لمصدر] [ بحاجة لمصدر ]
- 15 أبريل - اكتشاف 67 حالة جديدة ازيداد اعداد الوفيات في الولاية.بحيث تحتل أغرا المركز الرابع في اعداد الموتى ولكناو في المركز الأول.[27]
- 16 أبريل - 78 حالة جديدة ووفاة واحدة في الولاية. [بحاجة لمصدر] [ بحاجة لمصدر ][ بحاجة لمصدر ]
- 23 أبريل - تسجيل 61 حالة جديدة، و 8 حالات في باهرايتش، و 3 حالات في شرافيتس، 1 ف[ بحاجة لمصدر ]ي بالرامبور. [بحاجة لمصدر] [ بحاجة لمصدر ]
- 23 أبريل - لجنة الأقليات في ولاية أوتتر براديش تطالب بحظر التجوال في الولاية.[28]
- 24 أبريل - تسجيل 111 حالة جديدة. 25 حالة منطقة ساهرانبور، 29 حالة في كانبور، 9 حالات في فا[ بحاجة لمصدر ]راناسي وحالة واحدة 1 في فايز اباد. [بحاجة لمصدر] [ بحاجة لمصدر ]
- 17 مارس) استمرار حكومة ولاية أوتار براديش إغلاق جميع المؤسسات التعليمية ودور السينما ومراكز التسوق والمسابح والصالات الرياضية وأماكن تردد السياح في الولاية حتى 2 أبريل.[29] وصدرت تعليمات إلى قضاة المقاطعات بنشر الوعي عن طريق الملصقات واللافتات المتعلقة بالمرض الفيروسي.وبالإضافة إلى ذلك، وجه نداء إلى الزعماء الدينيين لتجنب ازدحام المعابد والمساجد والجور دوراس والكنائس.[30] وصدرت اوامر باغلاق مسالخ الولاية في الفترة من 22 إلى 24 مارس.[31]
- 21 مارس)علن يوغي أديتياناث أن حكومة أوتار براديش قررت منح 1000 روبية هندية بما يعادل (14 دولار) لجميع العمال العاملين بأجر يومي المتضررين من فيروس كورونا في الولاية. [32]
- 22 مارس أعلن رئيس الوزراء يوغي أديتاناث إغلاق 15 منطقة في الولاية، في الفترة من 22 إلى 25 آذار/مارس، بما في ذلك نويدا وغزايباد وأغرا وأليغاره وبراياغراج وكانبور وفراناسي وباريلي ولوكناو وسهارانبور وميروت ولاخبور وآزامغار وفيروزاباد وغوراخبور وغيرهم [33]
- 28 مارس).وقد نظمت حكومة أوتار براديش 1000 حافلة لنقل العمال المهاجرين الذين تقطعت بهم السبل في المناطق الحدودية بسبب عدم وجود الغذاء من جانب حكومة ولاية دلهي. وتم الاتصال بمسئولى إدارة النقل وسائقى الحافلات والموصلات مساء اليوم لمساعدة الاشخاص الذين تقطعت بهم السبل بمدن نويدا وغزايباد وبولاندشاهر والعجاره من بين اماكن أخرى [34]
- 30 مارس - طرد يوغي أديتياناث قاضي مقاطعة غوتام بود ناجار، وعين سوهاس ل. ي. وزيرا جديدا..   [ بحاجة لمصدر ][ بحاجة لمصدر ]

قالب:Sidebar timeline
- 18 أبريل - مغادرة 9000 طالب في كوتا إلى منازلهم بعد إجراء فحص شامل. وصل حوالي 250 حافلة من أوتار براديش يوم الجمعة إلى كوتا في راجستان لاستلام حوالي 9,000 طالب تقطعت بهم السبل وإرجعاهم إلى مناطقهم الأصلية. تستوعب كل حافلة 30 طالباً كحد أقصى.[35]
- 25 أبريل - وبعد يوم من إعلان حكومة يوجيي أديتياناث أنها سوف تعيد العمال المحاصرين في ولايات أخرى، تم إعادة الدفعة الأولى من 2224 عامل، الذين أكملوا فترة الحجر الصحي لمدة أسبوعين في هاريانا، إلى الولاية في المرحلة الأولى من التدريب يوم السبت.[36]
- 27 أبريل - أمر رئيس الوزراء يوغي أديتاناث باتخاذ الترتيبات اللازمة لإرسال الطلاب الذين يعدون لامتحانات تنافسية في براياغراج إلى منازلهم في 300 حافلة من حافلات UPSRTC. وسيتم إرسال الطلاب في هذه الحافلات في دفعتين. في الدفعة الأولى، سيرسل الطلاب الذي تقع منازلهم في سونبهادرا، وميرزابور، وشاندولي، وفاراناسي، وجونبور، وبراتاباره، وكوشامبي، وفاتهبور، وشيتراكوت. سيتم إرسال طلاب من مناطق أخرى في الدفعة الثانية [37]
- 30 أبريل - كما وجه رئيس الوزراء يوغي أديتيانث المسؤولين إلى إضافة 52,000 سرير إضافي في مستشفيات COVID-19 في الولاية. وصرح وزير الصحة الاضافى افانيش اواسى للصحفيين اليوم بانه بينما ستضاف وزارة الصحة 17 الف سرير ستضاف 35.000 سرير. «ستقوم وزارة الصحة بزيادة 000 10 سرير في المستوى الأول، و 000 5 سرير في المستوى الثاني (مع الأكسجين) و 000 2 سرير في المستوى الثالث (مع جهاز تهوية). وسوف تقوم إدارة التعليم الطبى بزيادة 20 الف سرير من المستوى الأول، و10 الاف سرير من المستوى الثاني، و5 الاف سرير من المستوى الثالث».[38]

قالب:Sidebar timeline
- 1 مايو -وجه يوغي أديتياناث، عضو مجلس إدارة ولاية أوتار براديش، توجيه أي عامل أو عامل في شركة يو بي إس عالق في ولاية أخرى بسبب الإغلاق، باستخدام رقم البطاقة التموينية الخاصة به والاستفادة من مزاياها هناك. أولئك الذين ليس لديهم البطاقة التموينية، ثم تحت صندوق الدولة لمواجهة الكوارث (SDRF)، يتم توفير حزم الغذاء.[39]
- 5 مايو اضاف سكرتير المدير عوانش ك. أوستي أن أكثر من 65000 عامل أعيدوا من ولايات مختلفة.وقال إن أي شخص من ولاية أخرى تقطعت به السبل يمكنه التسجيل على بوابة "جانسانسواوي" لطلب المساعدة. "إن الناس من بين المحاصرين في ولايات أخرى من الممكن أن يسجلوا أنفسهم بأنفسهم
- 7 مايو - أبلغ السكرتير الإضافي (المنزل) عوانش ك. أوستي أن حوالي 51,371 شخص وصلوا حتى الآن. وصلت اليوم 43 قطارا إلى الولاية تقل العمال المهاجرين. وبمساعدة هذه القطارات، وصل 51,371 عاملاً من ولايات مختلفة . واليوم، سيأتي 13 قطارًا إضافيًا قبل الساعة 12 ظهرًا، وسيأتي حوالي 15500-15600 عامل. لقد منحنا الإذن لحوالي 43 قطارًا ". وصلت هذه القطارات الـ 43 إلى محطات مثل أغرا، كانبور، لكناو، جايبور، جوراخبور، براتابجاره، راي باريلي، كانوج، باندا، أزامجاره، بارابانكي، سيتابور وأوناو. كان هناك 51371 عاملاً وعاملاً في هذه القطارات الـ 43.[40]
- 9 مايو -
  - وأبلغ سكرتير أوانيش ك. أواستي أنه حتى الآن، دخلت 97 قطارًا تقل العمال المهاجرين إلى ولاية أوتار براديش من ولايات أخرى، وستصل 17 قطارًا إضافيًا مساء اليوم. سمحت الحكومة بزيادة 98 قطارا إضافيا ستصل غدا وبعد غد.[41]
  - رحلة طيران هندية سريعة تعيد 182 هنديًا إلى لكناو من الشارقة، الإمارات العربية المتحدة.[42]
- 11 مايو - اضاف سكرتير عوانش ك. أوستي أن 184 قطارًا قد أحضر حتى الآن 2.26 عامل مهاجر من ولايات أخرى. ستصل 55 قطارا إضافيا إلى ولاية أوتار براديش اليوم. عاد حوالي 1 لكح من العمال المهاجرين بوسائل النقل الخاصة بهم.[43]
- 12 مايو -
  - أضاف سكرتير عوانش ك. أوستي أن 233 قطارا جلبت 2,81,408 عامل مهاجر إلى الولاية حتى الآن . واليوم وصل 13 قطارًا حتى الآن وسيأتي المزيد في الأيام القادمة. سيتم فحص جميع الركاب وإجراء الفحوصات الطبية.[44]
  - أوتار براديش سي يوغي أديتياناث يحول مبلغ يقدر ب225.39 روبية إلى المستفيدين من قانون المهاتما غاندي الوطني لضمان العمالة الريفية من خلال التحويل المصرفي المباشر.[45]
- 14 مايو -
  - وحتى الآن عاد 318 قطار «شمتشوك الخاص» وفيه 384260 شخصا إلى اوتار براديش . وسوف يصل إلى الولاية اليوم 67 قطارا خاصا آخر. وقد تم منح الإذن لاستخدام 174 من هذه القطارات. 
وقد أصدر رئيس الوزراء يوغي أديتيانث تعليمات بتقديم 1000 روبية للعمال المهاجرين الذين طلب منهم البقاء في الحجر الصحي المنزلي بعد عودتهم من الولايات الأخر

## التأثير

### بيئة
بسبب انخفاض مستويات التلوث في الولاية خلال فرض حظر التجوال، أصبحت مجموعة جبال الهيمالايا واضحة من ساهارانبور 

### التعليم
ومنذ إغلاق المؤسسات التعليمية في أماكن مغلقة، اعتمدت استراتيجيات بديلة للتعليم مثل الفصول الدراسية على شبكة الإنترنت في المناطق الحضرية. بينما يحرم صخر الأطفال الذين يعيشون في القرى من البديل.

### اجتماعي

#### العنف ضد الطاقم الطبي والشرطة
هاجم القرويون الطاقم الطبي والشرطة أثناء محاولتهم فرض حظر التجوال في منطقة ميروت ومظافارناغار على التوالي. وفي موراداباد، حاول حشد منع فريق طبي من نقل رجل مصاب بفيروس كورونا إلى العزل بسبب رمي الحجارة على سيارة الإسعاف وإلحاق الضرر بسيارة الشرطة. خمسة اشخاص من بين 17 شخص ظهرت نتائج فحصهم ايجابية بإصابتهم بفيروس كورونا . كما قام سكان حي اليغاره برشق رجال الشرطة بالحجارة بينما حاولوا فرض حظر التجوال، بينما قام أفراد من سكان بهرز بإرفاق فريق الشرطة لرفضه تقديم ناماز في المسجد. وتعرض عمال الرعاية الصحية والشرطة للهجوم ورُشقوا الحجارة في كانبور عندما نقل تسعة أفراد من أسرة بسبب مخالطتهم بشخص مريض بالفيروس إلى مرفق للحجر الصحي.

#### دور الحكومة
1. جلسة المحكمة في الساعة 3 صباحًا، السجن في الساعة 5 صباحًا: تم إرسال جميع القذف الحجري لمورد آباد البالغ عددها 17, والمتهمين بمهاجمة الفريق الطّبّيّ، والشرطة .[49]
2. وقال سي يوغي أديتياناث إن مرتكبي هذه الجرائم يجب أن توجه إليهم تهم بموجب قانون الأمن القومي المشدد وقانون مكافحة الأوبئة وقانون إدارة الكوارث باللجوء إلى العنف ومنع مسؤولي الصحة والشرطة من أداء واجبهم. تصادر ممتلكات المتهمين لاسترداد الأضرار وأمر سي. يوغي أديتياناث. قررت حكومة الولاية استخدام قانون استعادة الممتلكات العامة والخاصة لعام 2020 ضد أولئك الذينيقومون باعمال عنف.[50]
3. وقد نقل العديد من أعضاء جماعة التبليغ من بين 295 إلى سجون مؤقتة بعد انتهاء فترة الحجر الصحي. وفي أثناء عملية التفكك، تم إيداع 64 شخصاً، من بينهم 54 مواطناً أجنبياً، في منزل الحدث في ساهارانبور الذي تحول إلى سجن مؤقت. وقال انه تم احضير 46 شخصا من بينهم 15 اجنبيا في سجن مؤقت في جونبور. وتم نقل 45 شخصا، من بينهم 16 أجنبيا، إلى سجن مؤقت في بولاندشهر. والأرقام بالنسبة للمناطق الأخرى هي: براياغراج (30، بما في ذلك 16 أجنبيا)، ولوكناو (23 أجنبيا)، وفارانازي (22 من السكان المحليين)، وسلطانبور (17 منهم 10 أجانب)، وغيانبور في بادوحي (14 منهم 11 أجنبيا)، وموراداباد (14)، وبيجانور (ثمانية أجانب)، وسيتابور (أربعة أجانب من بينهم ثلاثة أجانب).وكان جميع الرعايا الاجانب من أعضاء جماعة التبليغ الذين قدموا للهند من قيرغيزستان وطاجيكستان وبنغلاديش واندونيسيا ونيبال والسودان وتايلاند وماليزيا والمملكة العربية السعودية وفرنسا وفلسطين وسوريا ومالى والمغرب لحضور تجمع ديني.
4. الحكومة تضع 34 سجن مؤقتا لطرد الجماعات[51]
5. وبسبب عدة هجمات على الأطباء وغيرهم من مسؤولي الصحة ومطالبات الرابطة الدولية للصحفيات والأطباء المقيمين، أصدرت حكومة الاتحاد بقيادة رئيس الوزراء نارندرا مودي مرسوماً وأعلنت عن معاقبة المهاجم الذي يصل عمره إلى 7 سنوات، كما أنها رفعت غرامة تصل إلى 5 روبية [52]
6. تعدل قانون الحكومة بموجب الوباء لضمان عقوبات أكثر صرامة لمن يعتدون على محاربي الفيروس، بمن فيهم الأطباء، والعاملين الطبيين، وأفراد الشرطة، والعاملين في مجال الصحة. ومن المقترح أن يتضمن هذا القانون أحكاما تتعلق بالغرامة حتى 5 روبيات والسجن لمدة تصل إلى سبع سنوات.[38]

## إحصائيات الاختبار
| اجمالي العينات التي اجريت الفحص | 1,76,479 |
| تم اختبار العينة لكل مليون نسمة | 784      |
| المصابين                        | 4,605    |
| نتائج الفحص السلبية             | 1,70,132 |
| نتائج الفحوصات المنظرة          | 1,742    |
| حتى 18 مايو                     |          |

حتى 18 مايو ، تم مراقبة 93,196 3 شخصا وتتبعها وحدات مراقبة المناطق، وأفرقة منظمة الصحة العالمية - NPSP، ومشرفين على برنامج التعاون الوطني من أجل المناطق. ويتعرض 865 2 شخصا للعزل المنزلي، و 964 1 شخصا وزعوا في مرافق صحية مختلفة، و 520 14 شخصا وزعوا مختلف الحالات الايجابية يجري تعقبها، وهم يتمتعون بصحة جيدة. ومن بين هذا يوجد فندق يحتوي على 815 1181 مسافرين، أكمل 28 يوما من فترة الملاحظة. 10983 شخص تحت الحجر الصحى المؤسسى . تم نشر 78,825 فريقًا لأنشطة الاحتواء. تم فحص 750 منطقة. 498 090 23 3 شخصاً (3.23 كرور+) يعيشون في الأسر المعيشية التي شملها المسح

### مختبرات الفحص
هناك 22 مختبرا حكوميّا يجرى به فحوصات فيروس كورونا
1. جامعة الملك جورج الطبية، لكناو
2. معهد العلوم الطبية، جامعة باناراس
3. كلية جواهر لال نهرو الطبية، أليغار
4. مستشفى القيادة، لكناو
5. كلية لالا لاجبات راي الطبية التذكارية، ميروت
6. معهد سانجاي غاندي للدراسات العليا، لكناو
7. كلية موتي لال نهرو الطبية باللهاباد
8. جامعة أوتار براديش للعلوم الطبية (سابقا أتار براديش أوف)، سافاي
9. كلية المهراني لاكسمي باي الطبية، الجانسي
10. المركز الإقليمي للبحوث الطبية، جوراخبور
11. كلية ساروجيني نايدو الطبية، أغرا
12. مستشفى رام مانوهار لوهيا، لكناو
13. حكومي. معهد العلوم الطبية، نويدا
14. كلية غانيش شانكار فيديارثي ميموريال الطبية، كانبور
15. المعهد الوطني للبيولوجيا، نويدا (مختبر عالي الإنتاجية)
16. كلية بابا راغاف داس الطبية، جوراخبور
17. المعهد الهندي لأبحاث السموم، لكناو
18. معهد بيربال ساهني لبالوبوتاني، لكناو
19. المعهد المركزي لبحوث المخدرات، لكناو
20. معهد جالما الوطني للجذام وأمراض المتفطرات الأخرى، أغرا
21. ICAR - المعهد الهندي للبحوث البيطرية (IVRI)، عزتناغار، باريلي
22. مستشفى الأطفال المتخصص ومعهد الدراسات العليا (SSPHPGTI), نويدا

وتوجد 4 مختبرات خاصة متاحة لاجراء فحص فيروس كورونا:
1. RML Mehrotra Pathology Pvt Ltd، Nirala Nagar، Lucknow
2. قسم طب المختبرات، مستشفى جايبي، قطاع 128، نويدا
3. المعمل المركزي، مستشفى شاردا، قطعة رقم 32، 34، نولدج بارك 3، نويدا الكبرى
4. مختبر الاختبارات الطبية، مستشفى ياشودا التخصصي العالي، H-1، كوشامبي، غازي آباد .